# 福岡県道747号三川田主丸線
福岡県道747号三川田主丸線（ふくおかけんどう747ごう みかわたぬしまるせん）は、福岡県三井郡大刀洗町から久留米市に至る一般県道である。

## 概要
三井郡大刀洗町大字三川から久留米市田主丸町田主丸に至る。起点の三井郡大刀洗町大字三川は筑後川の北岸に位置するが、三井郡大刀洗町内は未供用区間または他路線との重複区間で、筑後川南岸から路線が始まる。

### 路線データ
- 起点：福岡県三井郡大刀洗町大字三川（福岡県道584号八重亀菅野来春線交点）
- 終点：福岡県久留米市田主丸町田主丸（板町交差点、福岡県道33号甘木田主丸線交点）

## 路線状況

### 重複区間
- 福岡県道81号久留米浮羽線（久留米市田主丸町菅原 - 久留米市田主丸町八幡）

## 地理

### 通過する自治体
- 三井郡大刀洗町
- 久留米市

### 交差する道路
| 交差する道路                          | 市町村名 | 市町村名 | 交差する場所   | 交差する場所      |
| ------------------------------------- | -------- | -------- | -------------- | ----------------- |
| 福岡県道584号八重亀菅野来春線未供用   | 三井郡   | 大刀洗町 | 大字三川       | 起点              |
| 福岡県道81号久留米浮羽線 重複区間起点 | 久留米市 | 久留米市 | 田主丸町菅原   |                   |
| 福岡県道81号久留米浮羽線 重複区間終点 | 久留米市 | 久留米市 | 田主丸町八幡   |                   |
| 福岡県道33号甘木田主丸線              | 久留米市 | 久留米市 | 田主丸町田主丸 | 板町交差点 / 終点 |

### 沿線
- 筑後川
- 古川
- 久留米市立田主丸小学校（終点付近）